# Dracenasläktet
Dracenasläktet (Dracaena) är ett växtsläkte i familjen stickmyrtenväxter från Afrika och Asien med cirka 50 arter. Flera arter är välkända krukväxter i Sverige. Även arter i kordylinesläktet (Cordyline) kallas dracena på svenska.
Släktet innehåller städsegröna, örtartade till förvedade arter. Vissa arter blir stora träd. Rötterna är vanligen orange. Bladen sitter oftast i spiral längs stammarna, men kan ibland sitta i falska kransar, de har stjälkar eller är stjälklösa, de är gröna eller ofta prickiga eller strimmiga i vitt, silver och gult, ibland med röda kanter. Bladnerverna är alltid parallella. Blomställningen är en vippa av olika form, ofta med många grenar. Blommorna sitter två till många, ibland i huvudlika samlingar. De är tvåkönade, vanligen små och kan sitta på skaft eller sakna dessa. Blommorna öppnar sig på natten och doftar. Hyllebladen är förenade vid basen till en mer eller mindre lång blompip, flikarna är sex och utbredda eller tillbakadragna, vita eller gröna, ibland med rött mistrimma. Ståndarna är sex och fästade i toppen av blompipen. Fruktämnet är trerummigt med ett fröämne i varje cell. Frukten är ett rött, orange eller gult bär med 1-3 frön.
Dracenasläktet är svårt att skilja från kordylinesläktet (Cordyline), detta trots att de inte verkar vara närmre släkt med varandra, utan räknas till olika familjer. Det enda säkra sättet är att räkna fröämnena i fruktämnet. Hos dracenasläktet finns ett fröämne i varje cell och hos kordylinesläktet finns många.
Vissa Dracenor har i försök konstaterats ta upp och binda giftiga ämnen ur luften, exempelvis bensen och formaldehyd.